# Ras Bu Abboud (métro de Doha)
Pour les articles homonymes, voir Abboud.
Ras Bu Abboud (en arabe : راس أبو عبود) est une station sur la Ligne Or du Métro de Doha. Elle est ouverte en 2019.

## Histoire
La station est mise en service le 21 novembre 2019.

## Intermodalité
- Metrolink : M316 (Qatar Duty Free Warehouse, Aircraft Maintenance Hangars, Cargo Terminal, Staff Canteen, Airport Passport Department, QROC, QACC, FMF)

## À proximité
- Stade 974